# Stazione di Bruges
La stazione di Bruges (Station Brugge in olandese) è la stazione ferroviaria principale della città belga Bruges.